# Zvižd
Le Zvižd (en serbe cyrillique : Звижд) est une région située à l'est de la Serbie.
Les localités les plus importantes de la région de Zvižd sont Kučevo et Neresnica.